# К.А. Росетті (Тулча)
К.А. Росетті (рум. C.A. Rosetti) — село у повіті Тулча в Румунії. Входить до складу комуни К.А. Росетті.
Село розташоване на відстані 289 км на схід від Бухареста, 60 км на схід від Тулчі, 144 км на північний схід від Констанци, 120 км на схід від Галаца.

## Населення
За даними перепису населення 2002 року у селі проживали 295 осіб, усі — румуни. Усі жителі села рідною мовою назвали румунську.